# Жабокруки
Жабо́круки — село в Івано-Франківському районі Івано-Франківської області. Входить до складу Обертинської селищної громади.

## Історія
Знаходяться поселення Жабокруки І та Жабокруки ІІ пізнього палеоліту, Жабокруки ІІі та Жабокруки IV невизначеної приналежності, Жабокруки V та Жабокруки V пшеворської культури. Знайдено скарб Жабокруки VII культури Ноа.
Вперше назва села згадується 29 вересня 1389 р. у наданні села Тенетники, в імені свідка Бенека з Жабокруків: "29 вересня 1389 р. король Польський та великий князь Литовський Владислав надає Павлу Равшу село Тенетники в Галицькім повіті з обов'язком участі в кожній воєнній кампанії в якості кінного рицаря з оточенням й двома лучниками. Свідки: сандомирський воєвода і руський староста Ян, Михал Гаруданч, Ясек Мазовита, Бенек із Жабокруків, Юсько та Миколай Мазовита."  
Згадується в королівському записі від 21 листопада 1421 року шляхтичу Петру Цебровському. Згідно з документом, король Владислав ІІ Ягайло надавав села Стоки і Жабокруки в постійне користування П. Цебровському аж до моменту викупу їх за 100 гривень в майбутньому.
Також  село згадується 3 березня 1463 року в книгах галицького суду.

## Населення

### Мова
Розподіл населення за рідною мовою за даними перепису 2001 року:
| Мова            | Кількість | Відсоток |
| --------------- | --------- | -------- |
| українська      | 468       | 98.94%   |
| російська       | 1         | 0.21%    |
| білоруська      | 1         | 0.21%    |
| болгарська      | 1         | 0.21%    |
| вірменська      | 1         | 0.21%    |
| інші/не вказали | 1         | 0.22%    |
| Усього          | 473       | 100%     |

## Церква
- Церква Преподобного Онуфрія Великого, належить до ПЦУ

Священики 
- о. Іван Стефанків

- о. Іван Юречко

- о. Іван Мельник 1996—2000 рр.

- о. Іван Грицьків 2000—2007 рр.

- о. Іван Назарук з 2007 р.